# Рінограденції

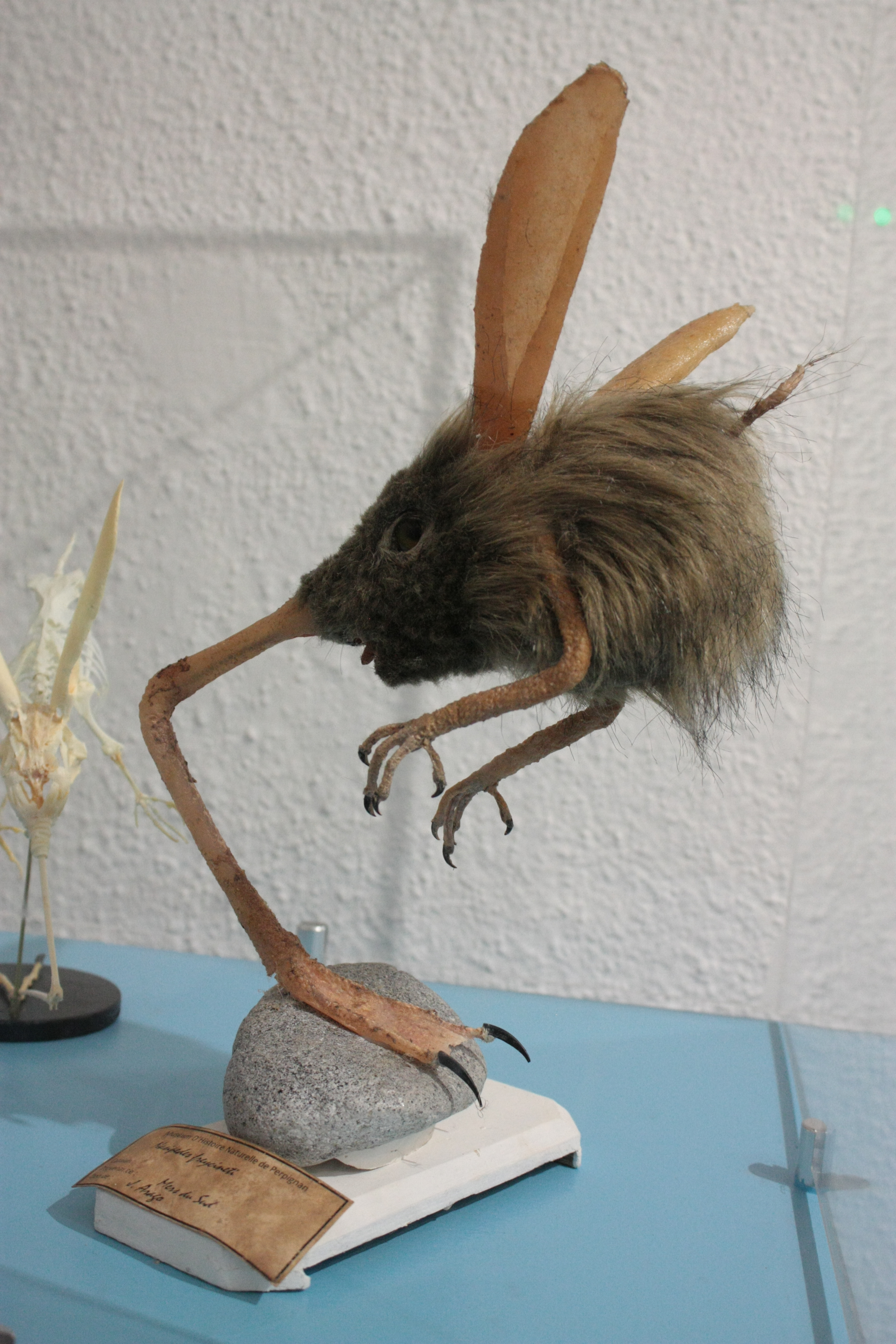
Опудало представника виду Otopteryx volitans

Рінограде́нції, або носохі́дки (лат. Rhinogradentia) — зоологічний жарт, ряд ссавців, вигаданий німецьким зоологом Герольфом Штайнером. Рінограденції — комахоїдні, що ізольовано розвивалися на декількох островах Тихого океану. В ході еволюції вони розвинули унікальний орган нозарій (лат. nasorium) — видозмінений ніс, який слугує їм для ходьби та захоплення здобичі. Цих істот було описано в книзі «Будова й життя рінограденцій» (нім. Bau und Leben der Rhinogradentia) 1957 року, виданій в авторитетному видавництві Gustav Fischer Verlag.

## Історія «відкриття» та «досліджень»
Герольф Штайнер приписував відкриття носохідок вигаданому німецькому натуралісту Гаральду Штюмпке, іменем якого підписано «Будову й життя рінограденцій». Носохідки населяли архіпелаг Геєєй (Heieiei), відкритий у 1941 році шведом Ейнаром Петтерссоном-Скамтквістом, який потрапив туди, рятуючись із японського полону в Другу світову війну.
Назву було дано від слів першої строфи вірша Християна Моргенштерна. Штюмпке припускав, що поет бачив опудало носохідки, переданої аборигенами Геєєй, або принаймні чув про нього в період між 1893 і 1897 роками, коли був у плаванні по Тихому океану. В книзі «Будова й життя рінограденцій» описано типових представників носохідок, наведено їхню систематизацію та подано короткий огляд вивчення цих істот. Зокрема, автор згадує особливо значний внесок вигаданих учених Бромьєна де Бурла, Спасмана та Штультена.
Наприкінці 1950-х в результаті випробування атомної бомби архіпелаг раптово занурився в океан. У результаті всі рінограденції загинули, а також і всі фахівці з цієї теми, оскільки вони проводили на острові свій з'їзд.

## Морфологія
Рінограденції дуже різноманітні за виглядом, але всіх їх об'єднує наявність видозміненого носа — нозарія. Цей орган вирізняється гнучкістю та розвиненою мускулатурою. Багато рінограденцій використовують видозмінений ніс для пересування: наприклад, подібні до землерийок Hopsorrhinus aureus стрибають з допомогою носа, а Otopteryx volitans використовує його як кермо при польоті. В носі розвинений секреторний епітелій, вироблюваний ним слиз використовується для прикріплення до поверхонь або ловлі здобичі. Лапи редуковані та переважно слугують для хапання; задні часто зовсім відсутні. Частина рінограденцій безхвості, хоча в деяких хвіст розвинений і виконує функції додаткової кінцівки.
Переважно носохідки — невеликі тварини, не більші за домашнього кота. Найбільша з носохідок Mammontops ursulus досягає трохи більше 1 м заввишки.

## Еволюція

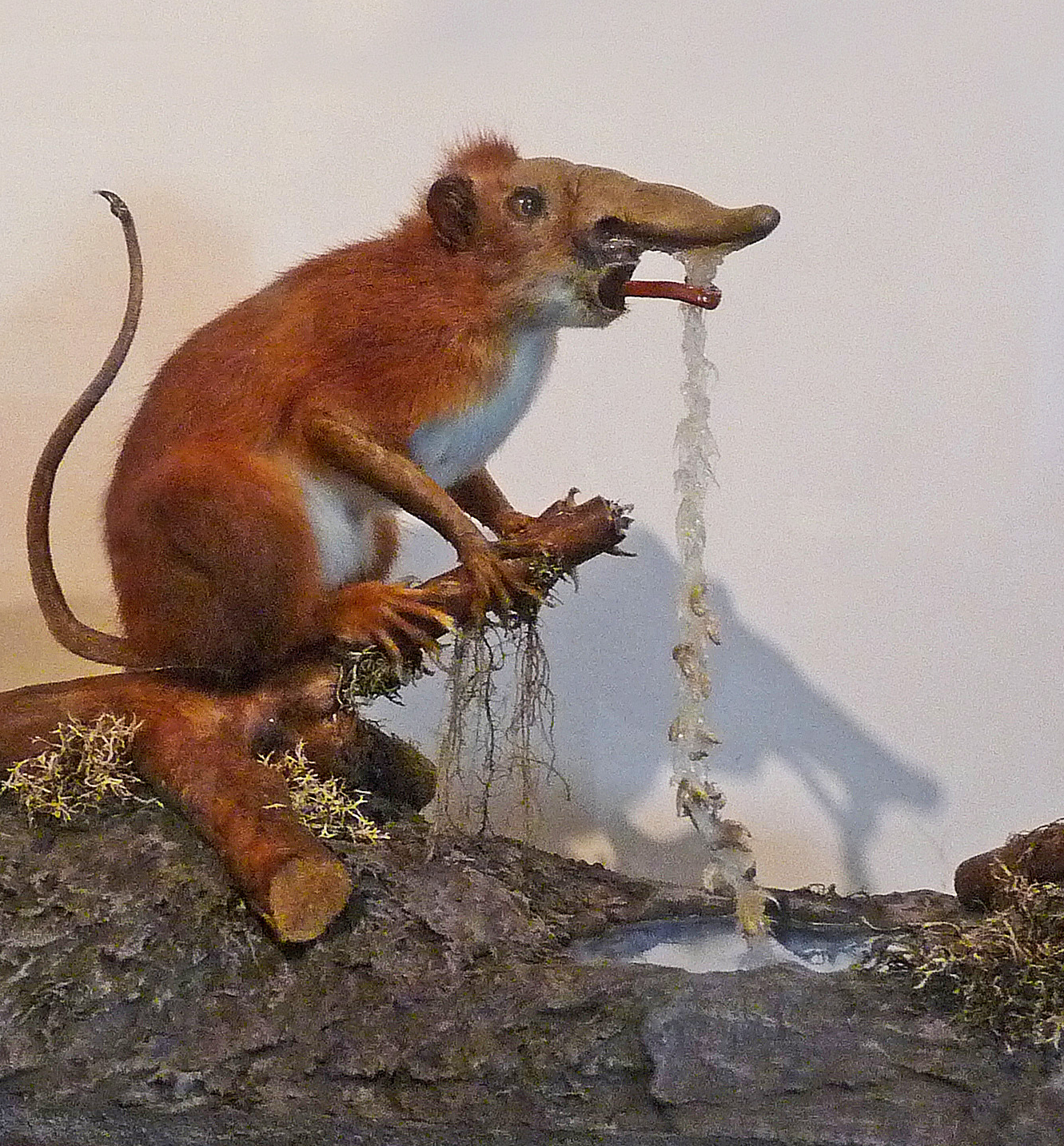
Опудало Emunctator sorbens, що ловить рибу з допомогою носового слизу

Носохідки походять від невеликих тварин, подібних на землерийок, які диференціювалися, заповнюючи екологічні ніші на архіпелазі, що ізолювався у верхньому крейдовому періоді. В результаті виникли тварини від наземних травоїдних і хижаків до землерийних і навіть паразитичних. Носохідки поділяються на 14 сімейств і 189 відомих видів. Первісно населяли територію Лавразії.
Найпримітивніший представник носохідок Archirrhnos haeckelii нагадує землерийку з великим носом. Полюючи на комах, тварина стає на ніс, а здобич хапає всіма чотирма лапами. Імовірно, так і полював спільний предок усіх рінограденцій. Рінограденції роду Hopsorrhinida лазять по гілках з допомогою носа, що нагадує ногу. Hopsorrhinidae натомість пересувають по землі стрибками, а в повітрі маневрують широкими вухами. Otopteryx volitans — єдиний вид, здатний повноцінно літати завдяки вухам, що слугують за крила, та носу, який функціонально є своєрідним кермом. В землерийної підтриби Hypogeonasida ніс перетворився на довгий хоботок. Існують види, наприклад, у роді Dulcicauda, що в дорослому віці постійно стоять на носі, а здобич приманюють хвостом, мімікруючи під квіти. Також, види на кшталт Orchidiopsis rapax мають розвинений хвіст, яким кріпляться до гілок, а ніс і вуха в них мають вигляд пелюсток квітів, що приманює комах прямо до пащі тварини.
У Polyrrhina ніс розгалужений на декілька щупалець, на яких тварини пересуваються. Їхній довгий гнучкий хвіст слугує для хапання здобичі. Тоді як у цих тварин лапи редуковані, в триби Hexarrhinida вони навпаки розвинені. Істота пересувається на всіх чотирьох, а розгалуженим носом захоплює здобич із засідки.

## Спадок

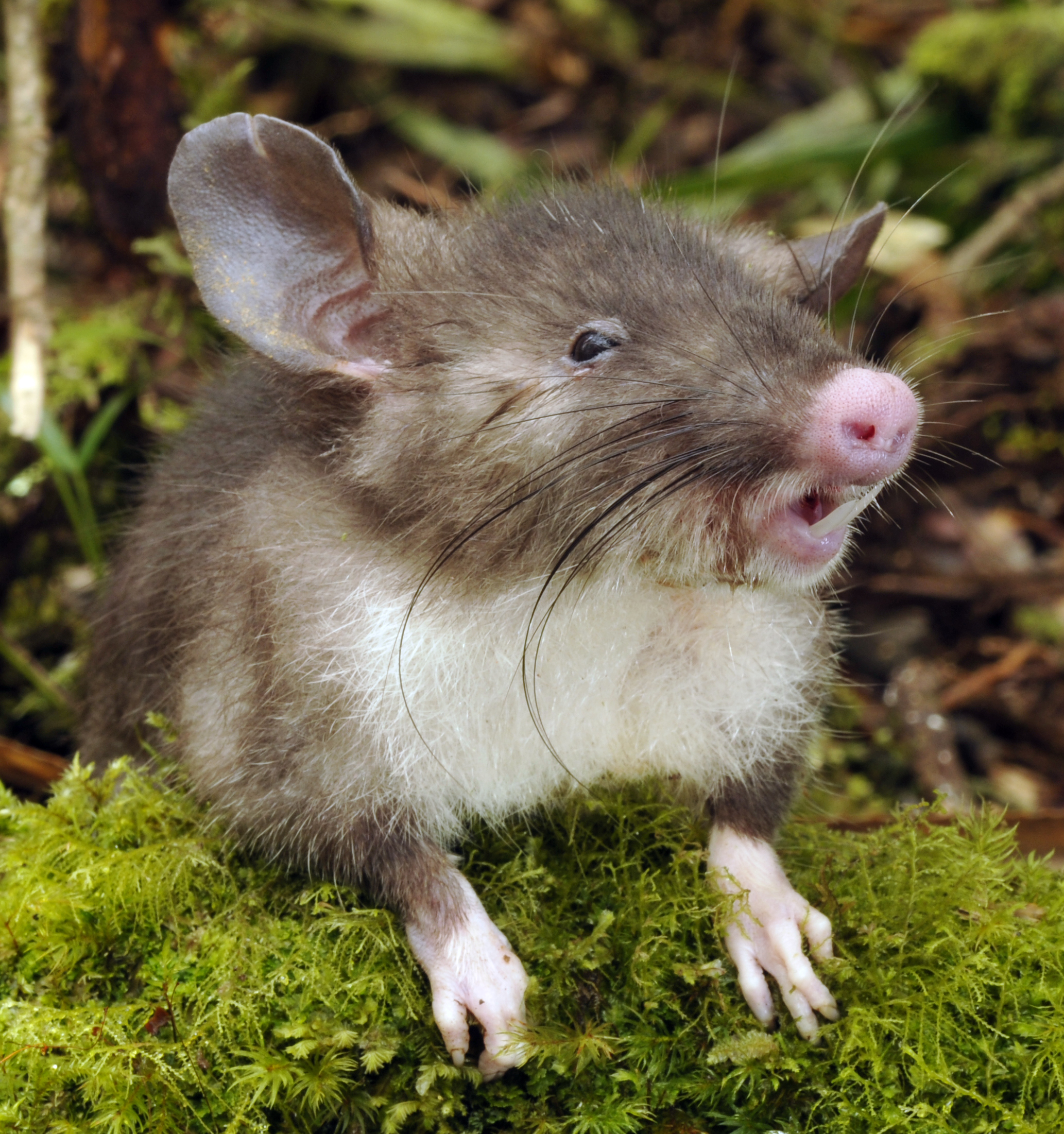
Hyorhinomys stuempkei, названий на честь «відкривача» носохідок Штюмпке

У 1967 році статтю про носохідок, що являла собою скорочений зміст книги, було опубліковано в американському журналі «Natural History» в першоквітневому номері. Декілька разів носохідки включалися до систематизацій ссавців. Утім, не завжди ясно які з цих випадків були жартами, а які дослідники створювали з усією серйозністю.
Французькі «дослідники» повідомили в 1995 році, що виявили скам'янілості роду Otopteryx віком 100 млн років, дуже схожі на сучасні форми. Це «відкриття» дозволило припускати, що носохідки були широко поширені в Лавразії й досі можуть десь існувати. В 1999 з'явилися фото живої «носохідки» зі Словенії та Хорватії (насправді це було фото слонової землерийки).
У 2000 році в російському журналі «Природа» було опубліковано гумористичну статтю «Загадочные носоходки», в якій стверджувалося, що не всі носохідки загинули. У 1990 та наступні роки начебто було виявлено колоніальних носохідок, які населяють узбережжя островів Кювет і Клозет у морі Веддела. Тему колоніальних носохідок було розвинено в статті «Dendronasus sp. — новый вид носоходок» 2004 року журналу «Биология моря». На першоквітневій лекції 2011 року, організованій журналом «Природа», стверджувалося, що залишки викопних носохідок юрського періоду знайдено біля річки Унжі (ліва притока Волги).
Французький Національний музей природничої історії 1 квітня 2012 року заявив про відкриття на острові Еспіріту-Санто нового роду носохідок Nasoperferator, представники якого свердлять дерево своїм носом.
Фальшиві опудала включено до експозицій Музею народознавства в Невшателі (Швейцарія), Стразбурзького зоологічного музею та Будинку природи Зальцбурга.
На честь носохідок названо 3 види реальних тварин: метелика Rhinogradentia steineri, та гризунів Hyorhinomys stuempkei і Tateomys rhinogradoides.
Український зоолог Ігор Загороднюк, який досліджує зокрема проблеми класифікації тварин, зазначав, що рінограденції — це жартівливий приклад того, що систематизація біологічних організмів може бути дуже відірваною не тільки від фактичного біорозмаїття, а й від реальності взагалі.